# Copaifera magnifolia
Copaifera magnifolia är en ärtväxtart som beskrevs av John Duncan Dwyer. Copaifera magnifolia ingår i släktet Copaifera, och familjen ärtväxter. Inga underarter finns listade i Catalogue of Life.